# Międzyrzecz (Białoruś)
Międzyrzecz (biał. Міжэрычы; ros. Мижеричи) – agromiasteczko na Białorusi, w obwodzie grodzieńskim, w rejonie zelwieńskim, w sielsowiecie Karolin.
W dwudziestoleciu międzywojennym miejscowość leżała w Polsce, w województwie białostockim, w powiecie wołkowyskim, siedziba gminy Międzyrzecz. 16 października 1933 utworzyła gromadę w gminie Międzyrzecz. Po II wojnie światowej weszła w struktury ZSRR.